# Festival Internacional de Cinema de Sant Sebastià 2024
El 72è Festival Internacional de Cinema de Sant Sebastià tindrà lloc del 20 al 28 de setembre de 2024 a Sant Sebastià. Gipúscoa.

## Antecedents
Es va anunciar que una versió 4K restaurada de la pel·lícula de Montxo Armendáriz Tasio (que es va estrenar al Festival de Cinema de Sant Sebastià de 1984) formaria part de la llista Klasikoak. Emmanuelle d’Audrey Diwan es va revelar posteriorment com la pel·lícula d'obertura del festival, així com part de la programació competitiva de la selecció oficial. Era previst que el guanyador del Premi Donostia de 2023 Javier Bardem rebés el guardó el 2024, ja que la vaga SAG-AFTRA de 2023 li va impedir assistir al Festival Internacional de Cinema de Sant Sebastià 2023. El 9 de maig de 2024, l'organització del festival va presentar el cartell oficial de la 72a edició; compta amb la guanyadora del premi Donostia Cate Blanchett i va ser dissenyat per José Luis Lanzagorta a partir d'una fotografia en blanc i negre de Gustavo Papaleo. El 12 de juliol de 2024, l'Acadèmia de les Arts i les Ciències Cinematogràfiques d'Espanya va donar a conèixer els 17 títols de producció espanyola que formaran part de la llista del festival. El 14 d'agost de 2024, el cineasta Pedro Almodóvar va ser anunciat com a guanyador d'un altre premi Donostia. El setembre de 2024, We Live In Time es va anunciar com a pel·lícula de cloenda del festival, en un espai no competitiu. El 17 de setembre de 2024 es va donar a conèixer el jurat de selecció oficial.

## Jurats

### Competició principal
- Jaione Camborda, directora i guionista de cinema espanyola – Presidenta del jurat[12]
- Leila Guerriero, periodista i escriptora argentina
- Ulrich Seidl, director de cinema, escriptor i productor austríac
- Christos Níkou, director, escriptor i productor de cinema grec
- Carole Scotta, productora i distribuïdora de cinema francès
- Fran Kranz, actor i director de cinema nord-americà

### Premi Kutxabank Nous Directors
- Philippe Bober, productor de cinema francès – President del jurat
- Izibene Oñederra, directora i guionista espanyola
- Eduardo Crespo, director de cinema argentí
- Aulona Selmani, directora de cinema, escriptora i actriu de Swizz
- Jessica Kiang, crítica de cinema irlandesa, assagista i programadora

### Horitzons llatins
- Fernando Enrique Juan Lima, crític de cinema argentí i antic director del Festival Internacional de Cinema de Mar del Plata – President del jurat
- Pedro Fernandez Santos, productor de cinema espanyol
- Valentina Maurel, directora i escriptora de cinema costa-riqueny

### Premi Zabaltegi-Tabakalera
- Emilie Bujès, programadora francesa de festivals i directora d'art de Visions du Réel - presidenta del jurat
- Santiago Loza, director de cinema i escriptor argentí
- Hrönn Kristinsdóttir, productor de cinema islandès

### Premi Irizar de Cinema Basc
- Itziar Lazkano, actriu i directora de teatre espanyola – Presidenta del jurat
- Joseba Lopezortega, historiador espanyol i director del Festival Internacional de Curtmetratges i Documentals de Bilbao (ZINEBI)
- Izaskun Rodríguez, periodista i professora espanyola

## Seccions

### Selecció oficial
La llista de selecció oficial inclou les següents pel·lícules:

#### En competició
| Títol                                    | Director(s)         | País de producció                 |
| ---------------------------------------- | ------------------- | --------------------------------- |
| Bound in Heaven 捆绑上天堂               | Huo Xin             | R.P. de la Xina                   |
| Conclave                                 | Edward Berger       | Alemanya                          |
| Emmanuelle                               | Audrey Diwan        | França                            |
| The End                                  | Joshua Oppenheimer  | Dinamarca Alemanya Irlanda Itàlia |
| Los destellos                            | Pilar Palomero      | Espanya                           |
| Hard Truths                              | Mike Leigh          | Regne Unit Espanya                |
| El hombre que amaba los platos voladores | Diego Lerman        | Argentina                         |
| Le dernier souffle                       | Costa-Gavras        | França                            |
| The Last Showgirl                        | Gia Coppola         | Estats Units                      |
| El lugar de la otra                      | Maite Alberdi       | Xile                              |
| Soy Nevenka                              | Icíar Bollaín       | Espanya                           |
| On Falling                               | Laura Carreira      | Regne Unit Portugal               |
| Hebi no Michi                            | Kiyoshi Kurosawa    | Japó França                       |
| Tardes de soledad                        | Albert Serra        | Espanya França Portugal           |
| El llanto                                | Pedro Martín-Calero | Espanya França Argentina          |
| Quand vient l'automne                    | François Ozon       | França                            |

#### Fora de competició
| Títol                           | Director(s)               | País de producció         |
| ------------------------------- | ------------------------- | ------------------------- |
| Querer (sèrie de televisió)     | Alauda Ruiz de Azúa       | Espanya                   |
| Modì                            | Johnny Depp               | Regne Unit Hongria Itàlia |
| We Live in Time                 | John Crowley              | Regne Unit                |
| Projeccions especials           |                           |                           |
| Yo, adicto (sèrie de televisió) | Javier Giner, Elena Trapé | Espanya                   |
| Lumière!, l'aventure continue   | Thierry Frémaux           |                           |
| La virgen roja                  | Paula Ortiz               | Estats Units Espanya      |

### Nous Directors
La secció Zabaltegi-Nous Directors inclou:
| Títol                                | Director(s)                  | País de producció      |
| ------------------------------------ | ---------------------------- | ---------------------- |
| La guitarra flamenca de Yerai Cortés | Antón Álvarez                | Espanya                |
| Azken erromantikoak                  | David Pérez Sañudo           | Espanya                |
| Bagger Drama                         | Piet Baumgartner             | Suïssa                 |
| Brûle le sang                        | Akaki Popkhadze              | França Bèlgica Àustria |
| Gülizar                              | Belkis Bayrak                | Turquia Kosovo         |
| Hiver à Sokcho                       | Koya Kamura                  | França Corea del Sud   |
| La llegada del hijo                  | Cecilia Atán, Valeria Pivato | Espanya Argentina      |
| Min evige sommer                     | Sylvia Le Fanu               | Dinamarca              |
| Por donde pasa el silencio           | Sandra Romero                | Espanya                |
| Regretfully at Dawn                  | Sivaroj Kongsakul            | Tailàndia              |
| Stars and the Moon                   | Yongkang Tang                | R.P. de la Xina        |
| Turn Me On                           | Michael Tyburski             | Estats Units           |

### Horizontes Latinos
La llista de la secció Horizontes Latinos inclou les pel·lícules:
| Títol                                     | Director(s)                        | País de producció                                            |
| ----------------------------------------- | ---------------------------------- | ------------------------------------------------------------ |
| Querido trópico                           | Ana Endara                         | Panamà Colòmbia                                              |
| Cidade; Campo                             | Juliana Rojas                      | Brasil Alemanya França                                       |
| El aroma del pasto recién cortado         | Celina Murga                       | Argentina Uruguai Estats Units Mèxic Alemanya                |
| El jockey                                 | Luis Ortega                        | Argentina Mèxic Espanya Dinamarca Estats Units               |
| Quizás es cierto lo que dicen de nosotras | Sofía Paloma Gómez, Camilo Becerra | Xile Argentina Espanya                                       |
| Los domingos mueren más personas          | Iair Said                          | Argentina Itàlia Espanya                                     |
| Ramón y Ramón                             | Salvador del Solar                 | Perú Espanya Uruguai                                         |
| Reas                                      | Lola Arias                         | Argentina Alemanya Suïssa                                    |
| La piel en primavera                      | Yennifer Uribe Alzate              | Colòmbia Xile                                                |
| Simón de la montaña                       | Federico Luis                      | Argentina Xile Uruguai Mèxic                                 |
| Dormir de olhos abertos                   | Nele Wohlatz                       | Brasil Argentina Taiwan Alemanya                             |
| Sujo                                      | Astrid Rondero, Fernanda Valadez   | Mèxic Estats Units França                                    |
| Cuando las nubes esconden las sombras     | José Luis Torres Leiva             | Xile Argentina Corea del Sud                                 |
| Zafari                                    | Mariana Rondón                     | Perú Veneçuela Mèxic França Brasil Xile República Dominicana |

### Zabaltegi-Tabakalera
La secció Zabaltegi-Tabakalera inclou:
| Títol                                     | Director(s)                      | País de producció                                                                   |
| ----------------------------------------- | -------------------------------- | ----------------------------------------------------------------------------------- |
| Across the Waters                         | Viv Li                           | França                                                                              |
| Aprili                                    | Dea Kulumbegashvili              | França Itàlia Geòrgia                                                               |
| Sombra grande                             | Maximiliano Schonfeld            | Argentina                                                                           |
| Monólogo colectivo                        | Jessica Sarah Rinland            | Argentina                                                                           |
| Dahomey                                   | Mati Diop                        | França                                                                              |
| Alle Die Du Bist                          | Michael Fetter Nathansky         | Alemanya Espanya                                                                    |
| Spectateurs !                             | Arnaud Desplechin                | França                                                                              |
| Yao yuan de xia wu                        | Wu Lang                          | R.P. de la Xina                                                                     |
| Cómo ser Pehuén Pedre                     | Federico Luis                    | Argentina Alemanya                                                                  |
| Gimn chume                                | Ataka51                          | Alemanya Rússia                                                                     |
| C'est pas moi                             | Leos Carax                       | França                                                                              |
| Leela                                     | Tanmay Chowdhary                 | Índia                                                                               |
| Nai niu                                   | YoYo Liu                         | R.P. de la Xina                                                                     |
| My Sunshine ぼくのお日さま                | Hiroshi Okuyama                  | Japó França                                                                         |
| Pepe                                      | Nelson Carlo de Los Santos Arias | República Dominicana França Alemanya Namíbia                                        |
| Soundtrack to a Coup d'Etat               | Johan Grimonprez                 | Bèlgica França                                                                      |
| Las novias del sur                        | Elena López Riera                | Espanya Suïssa                                                                      |
| Super Happy Forever                       | Kohei Igarashi                   | França Japó                                                                         |
| To a Land Unknown                         | Mahdi Fleifel                    | Regne Unit Palestina França Grècia Països Baixos Alemanya Qatar Emirats Àrabs Units |
| Ulysses                                   | Hikaru Uwagawa                   | Japó Espanya                                                                        |
| Etorriko da (Eta zure begiak izango ditu) | Izibene Oñederra                 | Espanya                                                                             |
| Sadac dro idga                            | Nino Benashvili                  | Geòrgia Estats Units Canadà                                                         |

### Perlak
La secció 'Perlak' inclou:
| Títol                                                  | Director(s)                 | País de producció                    |
| ------------------------------------------------------ | --------------------------- | ------------------------------------ |
| Apocalypse in the Tropics                              | Petra Costa                 | Brasil                               |
| Emilia Pérez (pel·lícula d'apertura)                   | Jacques Audiard             | França                               |
| Marco (pel·lícula de clausura, fora de competició)     | Jon Garaño, Aitor Arregi    | Espanya                              |
| Ainda Estou Aqui                                       | Walter Salles               | Brasil França                        |
| All We Imagine as Light                                | Payal Kapadia               | França Índia Països Baixos Luxemburg |
| Anora                                                  | Sean Baker                  | Estats Units                         |
| Bird                                                   | Andrea Arnold               | Regne Unit                           |
| The Seed of the Sacred Fig دانه‌ی انجیر معابد           | Mohammad Rasoulof           | Iran Alemanya França                 |
| En fanfare                                             | Emmanuel Courcol            | França                               |
| Megalopolis                                            | Francis Ford Coppola        | Estats Units                         |
| Memoir of a Snail                                      | Adam Elliot                 | Austràlia                            |
| Oh, Canada                                             | Paul Schrader               | Estats Units                         |
| Parthenope                                             | Paolo Sorrentino            | Itàlia França                        |
| The Substance                                          | Coralie Fargeat             | Regne Unit                           |
| A Traveler's Needs 여행자의 필요                       | Hong Sangsoo                | Corea del Sud                        |
| Maria Callas: Letters and Memoirs (fora de competició) | Tom Volf, Yannis Dimolitsas | França Itàlia Grècia}}               |
| The Wild Robot (fora de competició)                    | Chris Sanders               | Estats Units                         |

### Velódromo
Les imatges següents es projectaran al Velòdrom:
| Títol                        | Director(s) | país de Producció |
| ---------------------------- | ----------- | ----------------- |
| Celeste (sèrie de televisió) | Elena Trapé | Espanya           |

### Retrospectiva: Itàlia violenta
La secció retrospectiva 'Itàlia violenta', dedicada a les pel·lícules de crims italianes, inclou els següents títols:
| Títol                                                 | Director(s)             | país de producció |
| ----------------------------------------------------- | ----------------------- | ----------------- |
| Ossesione                                             | Luchino Visconti        | Itàlia            |
| Fuga in Francia                                       | Mario Soldati           | Itàlia            |
| In nome della legge                                   | Pietro Germi            | Itàlia            |
| Il bivio                                              | Fernando Cerchio        | Itàlia            |
| La città si difende                                   | Pietro Germi            | Itàlia            |
| Processo alla città                                   | Luigi Zampa             | Itàlia            |
| Un maledetto imbroglio                                | Pietro Germi            | Itàlia            |
| Mafioso                                               | Alberto Lattuada        | Itàlia            |
| Banditi a Milano                                      | Carlo Lizzani           | Itàlia            |
| Il giorno della civetta                               | Damiano Damiani         | Itàlia França     |
| Indagine su un cittadino al di sopra di ogni sospetto | Elio Petri              | França Itàlia     |
| Milano calibro 9                                      | Fernando Di Leo         | Itàlia            |
| La polizia ringrazia                                  | Steno (Stefano Vanzina) | Itàlia França     |
| Revolver                                              | Sergio Sollima          | Itàlia Alemanya   |
| Milano odia: la polizia non può sparare               | Umberto Lenzi           | Itàlia            |
| Cadaveri eccellenti                                   | Francesco Rosi          | Itàlia França     |
| Roma a mano armata                                    | Umberto Lenzi           | Itàlia            |
| Il prefetto di ferro                                  | Pasquale Squitieri      | Itàlia            |
| Il caso Moro                                          | Giuseppe Ferrara        | Itàlia            |
| Buongiorno, notte                                     | Marco Bellocchio        | Itàlia            |
| Gomorra                                               | Matteo Garrone          | Itàlia            |
| L'ultima notte di Amore                               | Andrea Di Stefano       | Itàlia            |

### Klasikoak
La selecció Klasikoak inclou les següents pel·lícules:
| Títol                                             | Director(s)               | País de producció |
| ------------------------------------------------- | ------------------------- | ----------------- |
| Tasio (1984)                                      | Montxo Armendáriz         | Espanya           |
| Tatuaje, primera aventura de Pepe Carvalho (1978) | Bigas Luna                | Espanya           |
| Sha fu                                            | Tseng Chuang-hsiang       | Taiwan            |
| Surcos (1951)                                     | José Antonio Nieves Conde | Espanya           |
| El piano (1993)                                   | Jane Campion              | Austràlia         |
| Un rêve plus long que la nuit (1976)              | Niki de Saint Phalle      | França            |

### Galas RTVE
RTVE acollirà gales per a tres presentacions de pel·lícules:
| Títol                               | Director(s)    | País de producció |
| ----------------------------------- | -------------- | ----------------- |
| ¿Es el enemigo? La película de Gila | Alexis Morante | Espanya Portugal  |
| Escape                              | Rodrigo Cortés | Espanya França    |
| Las chicas de la estación           | Juana Macías   | Espanya           |

### Culinary Zinema
Les pel·lícules de la secció Culinary Zinema foren:
| Títol                                    | Director(s)            | País de producció |
| ---------------------------------------- | ---------------------- | ----------------- |
| Mugaritz. Sin pan ni postre              | Paco Plaza             | Espanya           |
| El hoyo 2 (clausura, fora de competició) | Galder Gaztelu-Urrutia | Espanya           |
| Grand Maison Paris                       | Ayuko Tsukahara        | Japó Regne Unit   |
| ' Kita no syokukei                       | Tetsuya Uesugi         | Japó              |
| Shelf Life                               | Ian Cheney             | Estats Units      |

### Made in Spain
Les pel·lícules de la secció Made in Spain foren:
| Títol                             | Director(s)                        | País de producció |
| --------------------------------- | ---------------------------------- | ----------------- |
| 'Tiempo de silencio y destrucción | Joan López Lloret                  | Espanya           |
| Mucha mierda                      | Alba Sotorra                       | Espanya           |
| As Neves                          | Sonia Méndez                       | Espanya           |
| Casa en flames                    | Dani de la Orden                   | Espanya Itàlia    |
| El hombre bueno                   | David Trueba                       | Espanya           |
| Flores del cemento                | Luismi Pantiga                     | Espanya           |
| Justicia artificial               | Simón Casal                        | Espanya Portugal  |
| L'abadessa                        | Antonio Chavarrías                 | Espanya Bèlgica   |
| La casa                           | Álex Montoya                       | Espanya           |
| Los pequeños amores               | Celia Rico Clavellino              | Espanya França    |
| Mamífera                          | Liliana Torres                     | Espanya           |
| Nina                              | Andrea Jaurrieta                   | Espanya           |
| Norberta                          | Sonia Escolano, Belén López Albert | Espanya           |
| Orgullo vieja                     | Chema Rodríguez                    | Espanya           |
| Reír, cantar, tal vez llorar      | Marc Ferrer                        | Espanya           |
| Rock Bottom                       | María Trénor                       | Espanya Polònia   |
| Saturno                           | Daniel Tornero                     | Espanya           |
| Segundo premio                    | Isaki Lacuesta, Pol Rodríguez      | Espanya França    |
| Sueños y pan                      | Luis (Soto) Muñoz                  | Espanya           |
| Volveréis                         | Jonás Trueba                       | Espanya           |

## Premis
Alguns dels premis del festival es detallen a continuació

### Competició principal
- Conquilla d'Or: Tardes de soledad d’Albert Serra i Juanola
- Premi Especial del Jurat: repartiment de The Last Showgirl
- Conquilla de Plata a la millor direcció: Laura Carreira per On Falling i Pedro Martín-Calero per El llanto
- Conquilla de Plata a la millor interpretació protagonista: Patricia López Arnaiz per Los destellos
- Conquilla de Plata a la millor interpretació de repartiment: Pierre Lottin per Quand vient l'automne
- Premi del Jurat al millor guió: François Ozon per Quand vient l'automne
- Premi del Jurat a la millor fotografia: Piao Songri per Bound in Heaven

### Altres premis oficials
- Premi Kutxabank-Nous Directors: Bagger Drama de Piet Baumgartner
  - Menció especial: La guitarra flamenca de Yerai Cortés de Antón Álvarez
- Premi Horizontes: El jockey de Luis Ortega
- Premi Zabaltegi-Tabakalera: Aprili de Dea Kulumbegashvili
  - Menció Especial: Collective Monologue de Jessica Sarah Rinland
- Premi Nest: The Reign of Antoine de José Luis Jiménez Gómez
- Premi Culinary Zinema: Mugaritz. Sin pan ni postre de Paco Plaza
- Premi Eusko Label – Primer Premi: Las Guardianas de Borja De Agüero
  - Premi Eusko Label – Segon Premi: KM 0 de Jon Martija Leunda
- Premi Irizar de Cinema Basc: Chaplin, Spirit of the Tramp de Carmen Chaplin
  - Menció Especial: Réplica de Pello Gutiérrez Peñalba
- Premi de l’Audiència San Sebastian: En fanfare de Emmanuel Courcol
- Premi de l’Audiència San Sebastian a la millor pel·lícula europea: The Seed of the Sacred Fig de Mohammad Rasoulof
- Premi Dama de la Joventut: Turn Me On de Michael Tyburski

### Premis de la indústria
- Premi de la Indústria WIP LATAM: A Loose End de Daniel Hendler
- Premi de la Indústria EGEDA PLATINO al millor WIP LATAM: Cuerpo Celeste de Nayra Ilic
- Premi de la Indústria WIP Europa: Blue Marks de Sarah Miro Fischer
- Premi  WIP Europa: Blue Marks de Sarah Miro Fischer
- Premi al Millor Projecte del XIII Fòrum de Coproducció Europa-Amèrica Llatina: The Two Landscapes de Francisco Lezama
- Premi DALE! : The Two Landscapes de Francisco Lezama
- Premi Internacional Artekino: Mar de Lebo de Mariana Saffon
- Premi Post-Producció ELAMEDIA - Euskadi:

### Altres premis
- Premi RTVE-Otra mirada:: All We Imagine as Light de Payal Kapadia
  - Menció especial: On Falling de Laura Carreira
- Premi Cooperació Espanyola: Sujo d’Astrid Rondero, Fernanda Valadez
- Premi Agenda Euskadi País Basc 2030: Soy Nevenka d'Icíar Bollaín
- Premi Dunia Ayaso: Los pequeños amores de Celia Rico Clavellino

### Premis Parallels
- Premi FIPRESCI:: Bound in Heaven de Huo Xin
- Premi Feroz Zinemaldia: Tardes de soledad d’ Albert Serra i Juanola
- Premi Sebastiane: Reas de Lola Arias
- Premi Lurra - Greenpeace: The Wild Robot de Chris Sanders
- Premi SIGNIS: Los destellos de Pilar Palomero
- Premi Ateneo Guipuzcoano: Tardes de soledad d’Albert Serra i Juanola

### Premi Donostia
- Pedro Almodóvar
- Cate Blanchett